# Гемато-ретинальный барьер

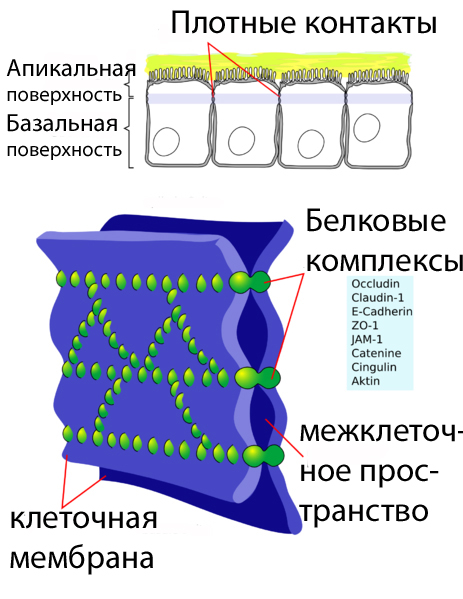
Строение плотного контакта

Гемато-ретинальный барьер — это часть гематоофтальмического барьера, которая предотвращает проникновение в ткань сетчатки крупных молекул из кровеносных сосудов.
Существует внешний и внутренний гемато-ретинальный барьер:
- Внутренний гемато-ретинальный барьер образуется плотными контактами эндотелиальных клеток сосудов сетчатки, подобно ГЭБ (для внутренних слоев сетчатки).
- Внешний гемато-ретинальный барьер поддерживается главным образом пигментным эпителием сетчатки[1][2] (для наружных слоев сетчатки). Пигментный эпителий сетчатки является посредником между хориокапиллярами сосудистой оболочки и фоторецепторами.

## Диабетическая ретинопатия
Диабетическая ретинопатия — повреждение глаза, часто развивающееся при сахарном диабете. Гемато-ретинальный барьер при этом становится более проницаемым, что приводит к попаданию в сетчатку лишних веществ.